# Ligne partagée
En téléphonie, une ligne partagée (en anglais, party line, multiparty line, shared service line ou party wire) est une ligne téléphonique (aussi appelé boucle locale) qui est partagée par plusieurs abonnés,,.
Les lignes partagées ont été largement utilisées pour fournir le service téléphonique dès l'installation des premières lignes téléphoniques en 1878. Au milieu du XXe siècle, la majorité des abonnés des réseaux téléphoniques aux États-Unis et au Canada étaient desservis par des lignes partagées qui avaient en outre l'avantage d'être moins coûteuses que les lignes individuelles. Pendant les pénuries de la Seconde Guerre mondiale, ces lignes étaient souvent les seules lignes disponibles.

## Histoire
Les compagnies de téléphone offraient des lignes partagées dès l'introduction de la téléphonie dans les années 1870. À cette époque, les abonnés, sauf ceux des régions les plus rurales, pouvaient obtenir une ligne privée moyennant des frais mensuels supplémentaires. Le service de ligne partagée était particulièrement courant dans les zones faiblement peuplées. Par exemple, au début du XXe siècle, dans les zones rurales australiennes où le service téléphonique était géré par le Government Post Master General department, des dizaines d'abonnés se partageaient parfois la même boucle locale.
Les lignes partagées n'offraient aucune intimité lors de leur utilisation. Elles étaient fréquemment utilisées comme un sujet de divertissement et de commérage, ainsi que comme un moyen d'alerter rapidement tout le voisinage lors de situations d'urgence telles que des incendies. Elles ont été des éléments culturels typiques des zones rurales pendant de nombreuses décennies.
Durant la Première et la Seconde Guerre mondiale, le rationnement des métaux stratégiques, tels que cuivre, a forcé les compagnies de téléphone à privilégier les lignes partagées aux lignes individuelles. Près des trois quarts des résidents de Pennsylvanie en 1943 étaient connectés à une ligne partagée, les utilisateurs étant encouragés à limiter les appels à cinq minutes. Les pénuries de lignes privées ont continué après les guerres, il y avait encore des pénuries à Montréal en 1919. Après la Seconde Guerre mondiale, la Floride a vécu de telles pénuries jusqu'en 1948,. Certains utilisateurs ruraux ont même dû installer leurs propres fils pour se raccorder aux lignes des compagnies de téléphone.
La croissance rapide de la demande de services téléphoniques, en particulier après la Seconde Guerre mondiale, s'est traduite par l'installation d'un grand nombre de lignes partagées aux États-Unis au milieu du XXe siècle. Cela a souvent conduit à la congestion du trafic dans le réseau téléphonique, car la ligne menant au téléphone de destination était souvent occupée.
Les doléances au sujet de l'accaparement d'une ligne partagée par un utilisateur constituaient un élément important des plaintes adressées aux compagnies de téléphone et des lettres adressées aux journaux. L'écoute téléphonique clandestine était aussi une préoccupation constante.
En décembre 1942, la stratégie de l'équipe de l'Université du Tennessee dans un match de football contre l'Université du Mississippi a été révélée à l'entraîneur adverse par une conversation écoutée sur une ligne partagée.
En juin 1968, la condamnation de trois hommes de Winter Park, en Floride, a été annulée parce que la police avait utilisé un appareil sur une ligne partagée avec les suspects pour intercepter illégalement leurs communications.
Bien que des dispositifs de verrouillage primitif empêchant l'écoute clandestine aient été proposés dès 1925, il a fallu attendre l'invention des transistors en 1955 pour vraiment bloquer cette pratique de façon efficace,.
En 1956, la compagnie Southern Bell a refusé une demande d'un commissaire des services publics de Jackson au Mississippi visant à séparer les lignes partagées sur des frontières raciales.
De nombreuses juridictions exigeaient qu'une personne qui utilisait une ligne téléphonique partagée mette immédiatement fin à l'appel si une autre personne avait besoin de la ligne pour une situation urgente. Ces lois prévoyaient également des sanctions pour les personnes qui abusaient de cette prérogative. En mai 1955, une femme de Rhinebeck, New York, fut mise en accusation par un grand jury après que son refus de libérer une ligne partagée a retardé la déclaration d'un incendie qui a détruit un hangar et une grange,. Elle a été condamnée à une peine avec sursis. En juin 1970, une jeune fille de 16 ans et une femme ont été inculpées après avoir refusé de libérer une ligne partagée pour permettre un appel de détresse alors que trois garçons se noyaient dans un étang à Walsenburg au Colorado,,,,.
En 1971, Southern Bell a annoncé des plans visant l'élimination des lignes partagée en Caroline du Nord. En 1989, la Chesapeake and Potomac Telephone Company a remplacé les lignes partagées par des lignes privées à Talcott, en Virginie-Occidentale, une zone rurale qui avait compté jusqu'à seize abonnés sur une seule ligne.
Dans les années 1980, les lignes partagées ont été remplacées dans la plupart des localités, car elles ne pouvaient pas prendre en charge certains matériels appartenant aux abonnés, comme les répondeurs et les modems informatiques. Les équipements de commutation électromécaniques nécessaires au fonctionnement des lignes partagées devenaient rapidement obsolètes, supplantés par des équipements de commutation électroniques et numériques. Ces nouveaux équipements offraient des services optionnels comme le renvoi d'appel et l'appel en attente qui généraient des revenus supplémentaires pour les compagnies de téléphone. L'attrait pour ces nouveaux revenus incitait les compagnies de téléphone à moderniser leurs équipements même si les nouveaux équipements ne pouvaient supporter les lignes partagées.
Il y avait toutefois des poches où on retrouvait encore des lignes partagées dans les années 1990. En 1991, Southwestern Bell a entrepris de remplacer toutes ses lignes partagées au Texas par des lignes privées avec l'objectif de compléter le remplacement en 1995. Woodbury, une compagnie de téléphone indépendante du Connecticut, a abandonné ses dernières lignes partagées en 1991, la dernière dans cet état à le faire.
Aux États-Unis, les lignes partagées n'étaient pas admissibles aux subventions du Universal Service Fund (en) et les compagnies de téléphone les ont converties en lignes privées pour bénéficier des subventions. Les universités ont aussi graduellement éliminé ces lignes, qui étaient autrefois communes dans les dortoirs des étudiants. Par exemple, l'Université d'État de l'Illinois a remplacé sa dernière ligne partagée en 1990.